# Edwin Bryant
 (mai 2017).
Edwin Bryant, né le 31 août 1957 en Italie est un indianiste et écrivain britannique.

## Biographie
Il est professeur de religion de l'Inde à l'université Rutgers. Il a publié six livres. Edwin Bryant a reçu son doctorat en langues indiennes et cultures de l'université Columbia en 1997,,.

## Publications
- The Quest for the Origins of Vedic Culture: The Indo-Aryan Migration Debate', Oxford; New York: Oxford University Press, 2001, 387 p. —  (ISBN 0-19-513777-9),  (ISBN 0-19-516947-6)
- Krishna: The Beautiful Legend of God; Śrīmad Bhāgavata Purāṇa, Londres: Penguin Books, 2003, 515 p. —  (ISBN 0-14-044799-7)
- avec Maria L. Ekstrand, The Hare Krishna Movement: The Postcharismatic Fate of a Religious Transplant, New York, Chichester: Columbia University Press, 2004, 448 p. —  (ISBN 0-231-12256-X)
- avec Laurie L. Patton, Indo-Aryan Controversy: Evidence and Inference in Indian History, Londres: Routledge, 2005, 522 p. —  (ISBN 0-7007-1462-6) (cased),  (ISBN 0-7007-1463-4)
- Krishna: a Sourcebook, Oxford, New York: Oxford University Press, 2007, 575 p. —  (ISBN 0-19-514891-6) )  (ISBN 0-19-514892-4)
- The Yoga Sūtras of Patañjali: A New Edition, New York: North Point Press, 2009, 598 p. —  (ISBN 0-86547-736-1)